# پماد مو
پماد مو (انگلیسی: Pomade) یک ماده چرب، مومی یا بر پایه آب است که برای آراستن و حالت دادن مو به کار برده می‌شود.

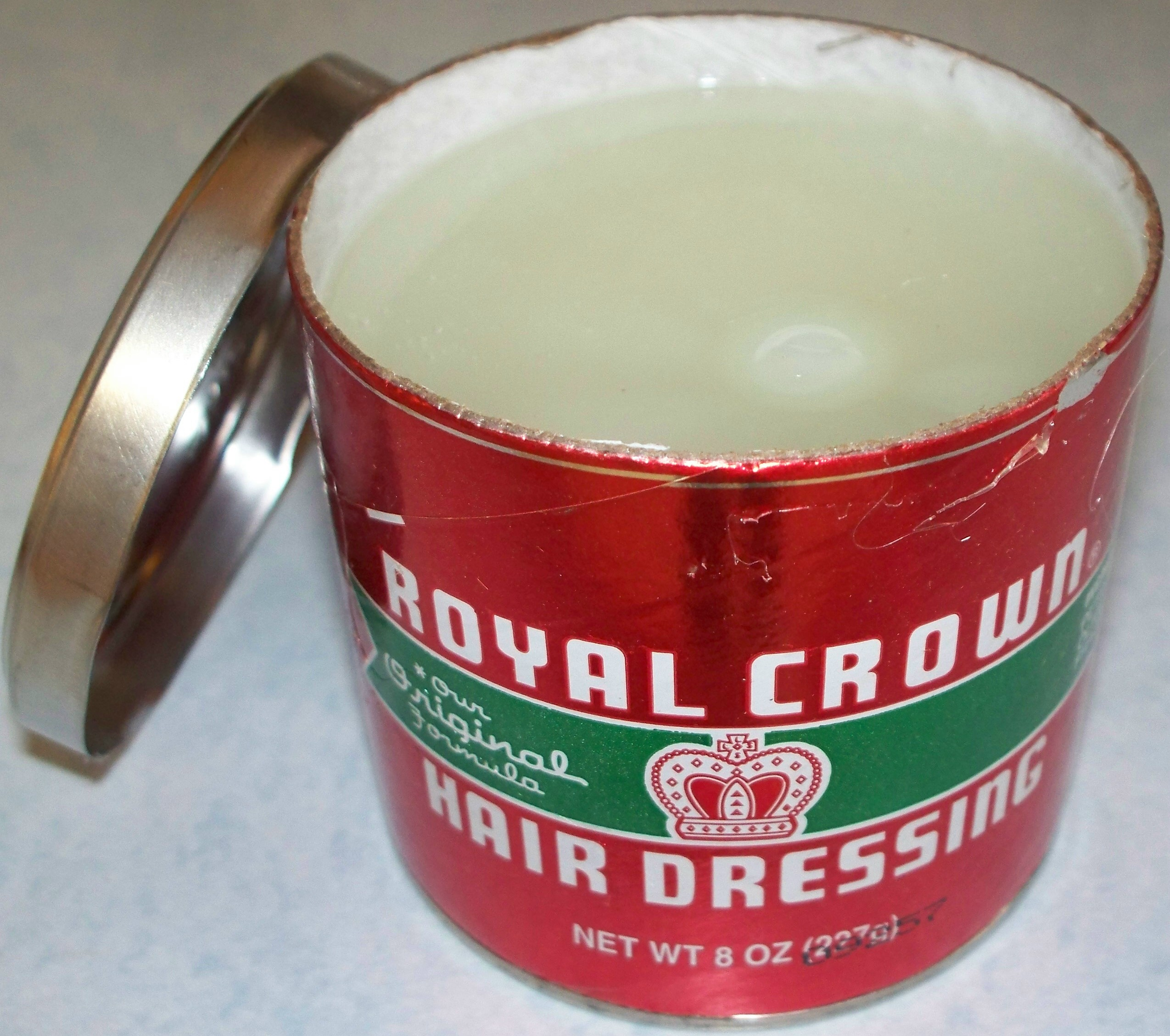

پماد به مو ظاهر براق و صاف داده و برخلاف واکس مو خشک نمی‌شود.